# Luigi Galvani
Luigi Galvani (Bologna, 9. rujna 1737. – Bologna, 4. prosinca 1798.), talijanski liječnik i fizičar. Kao profesor anatomije u Bologni otkrio 1784. da se preparirani žablji mišići trzaju ako su u dodiru s dvjema različitim kovinama. Galvani je mislio da je tomu uzrok životinjski elektricitet, što je i objavio u djelu Komentar o električnim silama u pomicanju mišića (lat. De viribus electricitatis in motu musculari commentarius, 1791.). Ispravno objašnjenje te pojave dao je Alessandro Volta (1796.), dokazavši da je posrijedi strujanje elektriciteta koje nastaje između dvaju metala kada je među njima elektrolit (galvanski elektricitet). Galvanijevim imenom nazvane su istosmjerne električne struje (galvanske struje), različiti električni aparati i procesi.

## Bioelektricitet
Bioelektricitet je stvaranje ili djelovanje električne struje ili napetosti u živim organizmima. Električna aktivnost živoga tkiva stanična je pojava koja ovisi o rasporedu električnog naboja na staničnoj membrani. S vanjske i unutarnje strane sakupljeni su električki nabijeni ioni pa membrana djeluje kao električni kondenzator, a stvoreni naboj zove se membranski potencijal (akcijske struje). Taj potencijal omogućuje brzu reakciju (reda veličine milisekundi), ali samo pri podražajima jačima od praga podražljivosti. Bioelektrične pojave javljaju se u prvome redu pri prijenosu signala u živcima i pri pokretanju fizičkih procesa u mišićima te u receptorima svjetla, zvuka, dodira i u žljezdanim stanicama. Makroskopske manifestacije električnog naboja očite su u životinja s električnim organima kao što su drhtulja šarulja (lat. Torpedo marmorata) i električna jegulja (lat. Electrophorus electricus), koje mogu proizvesti električni napon od nekoliko stotina (220, 650) volti kojim omamljuju ili usmrćuju plijen. Neke se ribe koriste električnim poljem da bi osjetile prisutnost ostalih riba.

## Primjene vezane uz Galvanijevo ime

### Galvanska struja
Galvanska struja je istosmjerna električna struja stalne jakosti, kakva se prvotno dobivala samo iz galvanskih članaka, dok se danas može dobiti i pretvorbom iz izmjenične ili iz pulsirajuće struje s pomoću elektroničkih ispravljača i stabilizatora. Prvih je godina primjene galvanskih članaka Alexander von Humboldt predlagao da se, radi razlikovanja od elektrostatičkih pojava, pojave uzrokovane električnim strujama iz galvanskih članaka, to jest elektrokemijske pojave, nazovu galvanizmom. Trag je toga ostao u nazivima: galvanizacija, galvanometar, galvanotehnika.

### Galvanski članak
Galvanski članak ili galvanski element je primarni električni članak ili neobnovljivi izvor električne struje u kojem se, za razliku od sekundarnog članka (akumulatora), kemijska energija nepovratno pretvara u električnu. Prvi galvanski članak konstruirao je 1800. Alessandro Volta na temelju opažanja Luigija Galvanija o električnim pojavama pri dodiru metala i tkiva (žabljih krakova). Galvanski članak sastoji se od dviju elektroda od različitih metalnih vodiča, koje su u dodiru s elektrolitom, te od depolarizatora kojim se sprječava ili odgađa polarizacija (nepoželjna kemijska promjena na elektrodama). Pojedine su se vrste galvanskih članaka nazivale prema izumiteljima, a najznačajniji su u 19. stoljeću bili Voltin, Daniellov, te osobito Leclanchéov članak, od kojega su se razvili suvremeni članci, obično proizvedeni kao slogovi nazvani električnim baterijama.

### Galvanizacija
Galvanizacija je primjena istosmjerne električne struje stalne jakosti, ili takozvane galvanske struje. U medicini, galvanizacija je primjena istosmjerne, stalne struje radi liječenja. Njezinim djelovanjem mijenja se propusnost staničnih membrana, krvne žile se šire, poboljšavaju se metabolički procesi, pospješuje se resorpcija edema, smanjuje grč skeletnih mišića i ublažuje se bol. Dok galvanska struja stalne jakosti teče, ona ne podražuje mišić; mišićna kontrakcija nastaje samo kod prekida (otvaranja ili zatvaranja) strujnoga kruga. Galvanizacija se primjenjuje u trajanju od 10 do 20 minuta, obično 10 do 15 postupaka u jednoj seriji. Indikacije su različita bolna stanja, osobito neuralgije, oštećenja perifernih živaca, parestezije, bolesti krvnih žila i drugo. Kod četverostanične kupke bolesnik sjedi i uroni šake i stopala u četiri plastične kadice napunjene vodom, u kojima su grafitne elektrode. Tako se može djelovati na cijelo tijelo. Hidrogalvanska kupka oblik je elektroterapije gdje se koristi galvanska struja u kadi punoj vode, u koju je bolesnik uronjen.U tehnici, galvanizacija se primjenjuje kod galvanotehnika.

### Galvanotehnika
Galvanotehnika je skup elektrokemijskih postupaka za nanošenje metalnog sloja na površinu nekog predmeta, najčešće uz istodobno elektrolitsko otapanje metala na anodi i njegovo taloženje na katodi. Razlikuju se dva osnovna galvanotehnička postupka: elektroplatiranje i elektrooblikovanje (elektroformiranje). Elektroplatiranje ili galvanostegija je nanošenje tankog sloja nekog metala na površinu predmeta izrađenog od drugog metala radi zaštite, uljepšavanja ili postizanja određenih površinskih svojstava. Elektrooblikovanje, elektroformiranje ili galvanoplastika nanošenje je metala na električki vodljiv model radi proizvodnje složenih konstrukcijskih dijelova, kalupa, matrica i slično.

### Galvanometar
Galvanometar je osobito osjetljiv mjerni električni instrument koji služi za mjerenje vrlo slabih električnih struja i napona. Primjenjuje se u laboratorijima, na primjer za mjerenje površinskih struja, termonapona, velikih izolacijskih otpora i kao nulindikator u mostovima i kompenzatorima. Za mjerenje istosmjernih struja služe galvanometar s pomičnom zavojnicom i galvanometar s pomičnim magnetom, a za mjerenje izmjeničnih struja vibracijski galvanometar. Strujni se udari mjere balističkim galvanometrom (koji ima dug period njihanja), a magnetski tokovi fluksmetrom, galvanometrom s velikim prigušenjem i neznatnim protumomentom (nema opruge za povrat kazaljke u početni položaj).

### Galvanotaksija
Galvanotaksija je kretanje jednostaničnih organizama (na primjer bakterija, infuzorija) prema anodi ili katodi kada se kroz vodu, u kojoj se oni kreću, propusti električna struja.